# スモーキー・ロビンソン
スモーキー・ロビンソン（Smokey Robinson、1940年2月19日 - ）は、アメリカのミュージシャン。名門レーベル、モータウンの設立に参加し、長く副社長を務めた。ブラックミュージック界の大御所である。
「ローリング・ストーンの選ぶ歴史上最も偉大な100人のシンガー」において20位、「ローリング・ストーンの選ぶ歴史上最も偉大な100組のアーティスト」においてもザ・ミラクルズが第32位にランクインしている。更に「Q誌の選ぶ歴史上最も偉大な100人のシンガー」においては第95位に選ばれている。

## 略歴

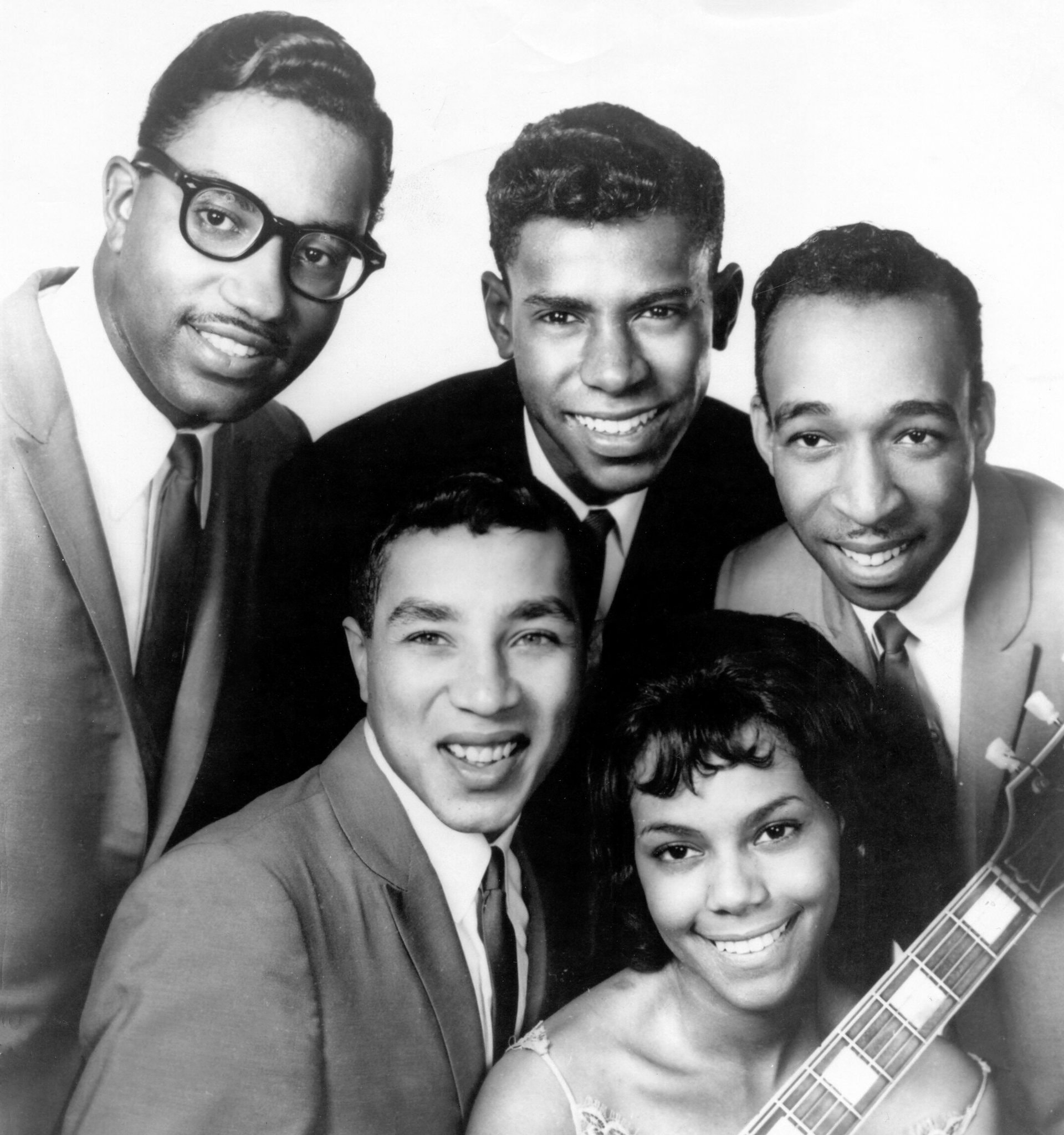
ロビンソン（前列左）とザ・ミラクルズ（1962年頃）

ミシガン州デトロイト出身。1955年にハイスクールの友人らとミラクルズの前身となる「マタドールズ」というコーラス・グループを結成する。やがてロビンソンは後に作曲家のベリー・ゴーディ・ジュニアの目に留まり、ザ・ミラクルズは1959年にゴーディーが設立したタムラ＝モータウン・レコードの契約アーティスト第1号となった。1960年、ロビンソンとゴーディが共作した「ショップ・アラウンド」がR&Bチャートの1位に輝く。1962年末に発表された「ユーヴ・リアリー・ゴッタ・ホールド・オン・ミー」もR&Bチャート1位を獲得し、この曲はビートルズにもカヴァーされた。1963年、「ミッキーズ・モンキー」もヒット。
ロビンソンはミラクルズでの歌手活動だけでなく、作曲家としてもテンプテーションズ、フォー・トップス、マーヴィン・ゲイら所属アーティストに多くの楽曲を提供、1961年からは副社長の肩書きを得てゴーディと二人三脚でモータウンをもり立てていく。その詞曲のクオリティーの高さは、ボブ・ディランがロビンソンを「現代アメリカ最高の詩人」と評したほどであった。
1965年、「ウー・ベイビー・ベイビー」と「トラックス・オブ・マイ・ティアーズ」がヒット。同年11月発売のアルバム『ゴーイング・トゥ・ア・ゴーゴー』からグループ名を「スモーキー・ロビンソン&ザ・ミラクルズ」に変更。12月にシングルカットした「ゴーイング・トゥ・ア・ゴー・ゴー」は後にローリング・ストーンズにカヴァーされた。1967年発表の「涙のクラウン」は1970年に再ヒットし、ついに初の全米チャート1位の完全制覇を成し遂げた。
ロビンソンは1972年にグループを離れ、ソロ活動を始める。ソロとしても「クワイエット・ストーム」、「クルージン」のヒットを出す傍らモータウン副社長の業務も続けた。一方、ミラクルズはロビンソンの後任のリード・シンガーとしてビリー・グリフィンを迎え、「ドゥ・イット・ベイビー」や、1976年の「ラヴ・マシーン」（全米1位）などのヒットを放っている。
1981年には「ビーイング・ウィズ・ユー」が全米ビルボード誌2位、全米キャッシュボックス誌1位、全英1位となった（「クルージン」に引き続き2年連続でビルボード誌2位、キャッシュボックス誌1位という結果に終わった。ソロ名義ではついにビルボード誌だけが1位を取れなかった）。
1985年にはUSAフォー・アフリカに参加し、「ウィ・アー・ザ・ワールド」のコーラスを担当。
1987年のシングル曲「ジャスト・トゥ・シー・ハー」は全米8位を記録し、ロビンソンはこの曲でグラミー賞最優秀男性R&Bボーカル・パフォーマンス賞を受賞した。1988年にはケニー・Gのアルバム『シルエット』にゲスト参加するが、同年にモータウンがMCAレコードに売却されると1990年に会社を離れ、しばらく表舞台から遠ざかった。1999年にモータウン・レーベルに復帰し、現在も活動を続けている。

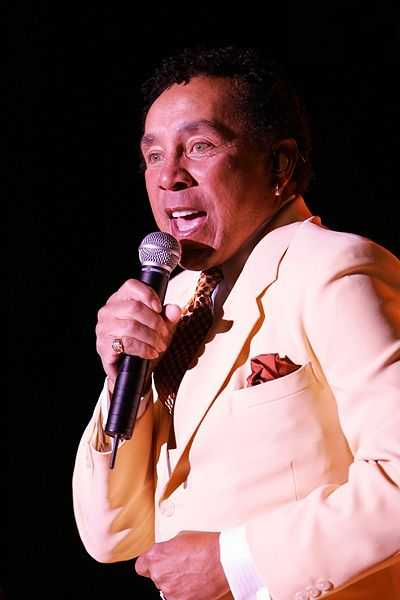
歌うロビンソン（2006年）

2014年にランディ・ジャクソンをプロデューサーに迎えたセルフ・カバー・アルバム『スモーキー&フレンズ』をヴァーヴ・レコードからリリース。アロー・ブラック、エルトン・ジョン、ゲイリー・バーロウ (テイク・ザット)、JC・シャゼイ、ジェシー・J、ジョン・レジェンド、シーロー・グリーン、スティーヴン・タイラー、ニコール・シャージンガー（プッシーキャット・ドールズ）、ミゲル、メアリー・J. ブライジ、ジェームス・テイラー、シェリル・クロウ、レデシーが参加してロビンソンとデュエットをしている。
2016年にはアメリカ議会図書館よりガーシュウィン賞を贈られる。
2023年、9年ぶりの新作『Gasms』を発表、『Gasms』とはオーガズムの略語であり、そのタイトルからTikTokユーザーのネタにされたが、これに対してロビンソンは「『Gasms』とは君が得たかもしれないあらゆる良い気分についてのことだ。セックスから離れろ、君がそう結び付けているだけだ」「『Gasms』は単に性的な単語ではない」「人々は私の年齢を引き合いに出して、それについて語るべきでないというが、私にはまだ『Gasms』があるし、ずっとそうありたいと思っている」「タイトル曲を聴いてもらえればそういった類のものではないということを分かってもらえるだろう」と返答した。

## ディスコグラフィ

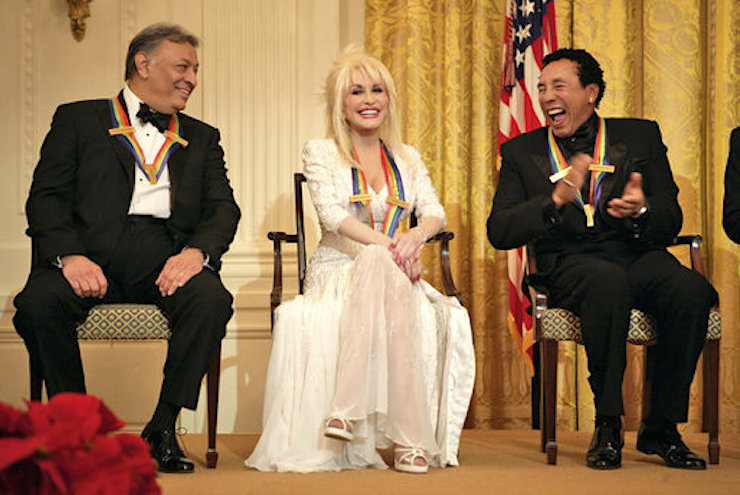
写真左から：指揮者のズービン・メータ、歌手のドリー・パートン、スモーキー・ロビンソン（2006年12月3日、ホワイトハウスでのケネディ・センター名誉賞のレセプションにて）

### ザ・ミラクルズ
- 『ハイ・ウィ・アー・ザ・ミラクルズ』 - Hi... We're the Miracles (1961年)
- 『クッキン・ウイズ・ザ・ミラクルズ』 - Cookin' with the Miracles (1961年)
- 『アイル・トライ・サムシング・ニュー』 - I'll Try Something New (1962年)
- 『ファビュラス・ミラクルズ』 - The Fabulous Miracles (1963年)
- 『モンキー・ダンスを踊ろう』 - The Miracles Doin' Mickey's Monkey (1963年)
- I Like It Like That (1964年)

### スモーキー・ロビンソン & ザ・ミラクルズ
- 『ゴーイング・トゥ・ア・ゴーゴー』 - Going To A Go-Go (1965年)
- 『アウェイ・ウィ・ア・ゴーゴー』 - Away We A Go-Go (1966年)
- 『涙のクラウン』 - Make It Happen (1968年)
- 『スペシャル・オケイジョン』 - Special Occasion (1968年)
- 『タイム・アウト』 - Time Out For Smokey Robinson And The Miracles (1969年)
- Four In Blue (1969年)
- 『ホワット・ラヴ・ハス・ジョインド・トゥギャザー』 - What Love Has Joined Together (1970年)
- 『ア・ポケット・フル・オブ・ミラクルズ』 - A Pocket Full Of Miracles (1970年)
- 『ワンダース・ローズ』 - One Dozen Roses (1971年)
- 『フライング・ハイ・トゥギャザー』 - Flying High Together (1972年)
- Smokey Robinson & The Miracles: 1957–1972 (1972年) ※ライブ

### スタジオ・アルバム
- 『スモーキー』 - Smokey (1973年)
- 『ピュア・スモーキー』 - Pure Smokey (1974年)
- 『ア・クワイエット・ストーム』 - A Quiet Storm (1975年)
- 『ファミリー・ロビンソン』 - Smokey's Family Robinson (1976年)
- 『ディープ・イン・マイ・ソウル』 - Deep In My Soul (1977年)
- Love Breeze (1978年)
- Smokin' (1978年)
- 『ホエア・ゼアズ・スモーク…』 - Where There's Smoke… (1979年)
- 『ウォーム・ソウツ』 - Warm Thoughts (1980年)
- 『ビーイング・ウィズ・ユー』 - Being With You (1981年)
- 『イエス・イッツ・ユー・レイディ』 - Yes It's You Lady (1982年)
- 『タッチ・ザ・スカイ』 - Touch The Sky (1982年)
- 『エサール』 - Essar (1984年)
- 『スモーク・シグナルズ』 - Smoke Signals (1985年)
- 『ワン・ハートビート』 - One Heartbeat (1987年)
- 『ラヴ・スモーキー』 - Love, Smokey (1990年)
- 『ダブル・グッド・エヴリシング』 - Double Good Everything (1991年)
- 『インティメイト』 - Intimate (1999年)
- Food For The Spirit (2004年)
- 『タイムレス・ラヴ』 - Timeless Love (2006年)
- 『タイム・フライズ・ホェン・ユーアー・ハヴィング・ファン』 - Time Flies When You're Having Fun (2009年)
- 『スモーキー&フレンズ』 - Smokey and Friends (2014年)
- Gasms (2023年)
- What the World Needs Now (2025年)

### 楽曲提供
- 「マイ・ガイ」 - メリー・ウエルズ (1964年)
- 「マイ・ガール」 - テンプテーションズ (1965年)
- 「ゲット・レディ」 - テンプテーションズ (1965年)
- 「ドント・ルック・バック」 - テンプテーションズ
- 「シンス・アイ・ロスト・マイ・ベイビー」 - テンプテーションズ
- 「スティル・ウォーター」 - フォー・トップス (1970年)

## 他のミュージシャンによるカバー
- 「マイ・ガール」 - オーティス・レディング
- 「マイ・ガール」 - ローリング・ストーンズ
- 「トラックス・オブ・マイ・ティアーズ」 - リンダ・ロンシュタット
- 「ゴーイング・トゥ・ア・ゴーゴー」 - ローリング・ストーンズ
- 「ショップ・アラウンド」 - キャプテン＆テニール
- 「ウー・ベイビー・ベイビー」 - リンダ・ロンシュタット
- 「ウー・ベイビー・ベイビー」 - ザップ
- 「クルージン」 - ディアンジェロ